# 未经审视的生活是不值得过的
“未经审视的生活是不值得过的”是古希腊哲学家苏格拉底的一句名言，出自柏拉图所著《申辩篇》。当时苏格拉底因为不敬神与败坏青年的罪名而受到雅典法庭的审判，而后被判处死刑。

## 背景
苏格拉底的这句名言与他对死亡的理解，面对死亡的态度，以及皮媞亚神谕（没有人的智慧胜过苏格拉底）相关。苏格拉底将海勒丰与皮媞亚的对话视为阿波罗的回复，并随之将其作为自己的行动源泉，他的目的（raison d'être）。对苏格拉底而言，如果被放逐，被迫放弃辩论（Elenchus）的行为，那么自己也就失去了考察这项神谕的能力，这是比死亡更糟的命运。苏格拉底拥有信仰，他相信自身的宗教体验，例如代蒙的冥冥指引。所以他宁愿赴死，寄希望死后继续执行真理的考察，也不愿生活在这个一无所知、浑浑噩噩的世间。

## 意义
这句名言是苏格拉底在审判中放弃流亡，选择赴死之后说出的。这代表了（现代意义下）一种崇高的选择，即使存在有其它回旋余地，但他仍坚定的选择死亡。

## 阐释
苏格拉底坚信哲学——对智慧的爱——才是至高的追求。他对真理的考察基于问题与逻辑，借助审视与思考，他比历史上大多数人都更好的做到了这一点。苏格拉底把“审视”人生扩展到了他人，促使他们在生活中进行自己的“审视”，但苏格拉底也明白，人终有一死，于是他说，一段没有哲学的人生——未经“审视”的生活——是不值得过的。